# Андрихув (гміна)
Гміна Андрихув (пол. Gmina Andrychów) — місько-сільська гміна у південній Польщі. Належить до Вадовицького повіту Малопольського воєводства.
Станом на 31 грудня 2011 у гміні проживало 43891 особа.

## Площа
Згідно з даними за 2007 рік площа гміни становила 100.60 км², у тому числі:
- орні землі: 48.00%
- ліси: 40.00%

Таким чином, площа гміни становить 15.58% площі повіту.

## Населення
Станом на 31 грудня 2011:
| Опис     | Загалом | Загалом | Чоловіки | Чоловіки | Жінки | Жінки |
| -------- | ------- | ------- | -------- | -------- | ----- | ----- |
| одиниця  | осіб    | %       | осіб     | %        | осіб  | %     |
| все      | 43891   | 100     | 21476    | 48.93    | 22415 | 51.07 |
| міське   | 21425   | 100     | 10312    | 48.13    | 11113 | 51.87 |
| сільське | 22466   | 100     | 11164    | 49.69    | 11302 | 50.31 |

## Сусідні гміни
Гміна Андрихув межує з такими гмінами: Вадовиці, Вепш, Кенти, Ленкавиця, Поромбка, Стришава, Шлемень.